# Risankizumab
Risankizumab, vendido bajo la marca Skyrizi. Es un medicamento que se usa para tratar la psoriasis en placas de moderada a grave. Otros usos pueden incluir psoriasis pustulosa generalizada, psoriasis eritrodérmica y artritis psoriásica.
Los efectos secundarios más frecuentes son infección de las vías respiratorias superiores, cefalea, cansancio y dolor en el lugar de la inyección. También aumenta el riesgo de otras infecciones. Si bien no hay evidencia de daño durante el embarazo, dicho uso no ha sido bien estudiado. Es un anticuerpo monoclonal que se adhiere a la interleucina 23A y la bloquea.
Risankizumab fue aprobado para uso médico en los Estados Unidos en 2019. En los Estados Unidos cuesta alrededor de 17 800 USD por dosis a partir de 2021. En el Reino Unido, esta cantidad le cuesta al NHS unas 3.300 libras.